# Helius (Helius) lectus
Helius (Helius) lectus is een tweevleugelige uit de familie steltmuggen (Limoniidae). De soort komt voor in het Oriëntaals gebied.